# Bonnie Burroughs
Bonnie Burroughs (Atlanta, 3 februari 1961) is een actrice uit de Verenigde Staten van Amerika.